# حبیب مجیدی
حبیب مجیدی  متولد ۱۳۵۷ در تهران است. وی فارغ‌التحصیل رشته سینما از دانشکده سینماو تئاتر دانشگاه هنر تهران است. او فعالیت سینمایی خود را از سال ۱۳۸۲ با فیلم شهر زیبا آغاز کرد. وی چهار بار نامزد دریافت جایزه سیمرغ بلورین برای بهترین عکس - اطلاع‌رسانی و تبلیغات برای فیلم‌های من و زیبا، بشارت به یک شهروند هزاره سوم، بهمن و فروشنده شده‌است.
او در سی‌وهفتمین جشنواره فیلم فجر موفق به دریافت سیمرغ بلورین بخش عکس برای عکس‌های فیلم «بمب، یک عاشقانه» شد.
او همچنین در چهلمین جشنواره فیلم فجر موفق به دریافت جایزه سیمرغ بلورین و دیپلم افتخار بهترین مجموعه عکس برای عکس های فیلم «منصور» شد.
حبیب مجیدی یکی از اعضاء هیئت داوران بخش عکس، پوستر، تیزر و آنونس سی و هشتمین جشنواره فیلم فجر بود.

## عکاس
- عنکبوت (فیلم ۱۳۹۸) (۱۳۹۸)
- رقص روی شیشه (۱۳۹۷)
- همچنان كه ميمردم (۱۳۹۷)
- ناپدید شدن (۱۳۹۶)
- بنفشه آفریقایی (فیلم) (۱۳۹۶)
- بمب (فیلم) (۱۳۹۶)
- عالیجناب (مجموعه نمایش خانگی) (۱۳۹۶)
- بن‌بست وثوق (۱۳۹۵)
- پایان رؤیاها (۱۳۹۵)
- کمدی انسانی (۱۳۹۵)
- فروشنده (فیلم ۱۳۹۴) (۱۳۹۴)
- این سیب هم برای تو (۱۳۹۳)
- بهمن (۱۳۹۳)
- حریر (۱۳۹۳)
- داره صبح میشه (۱۳۹۳)
- ناهید (۱۳۹۳)
- تراژدی (۱۳۹۲)
- دلتنگی‌های عاشقانه (۱۳۹۱)
- مروارید (۱۳۹۱)
- من و زیبا (۱۳۹۰)
- برف روی شیروانی داغ (۱۳۸۹)
- پرستوهای عاشق (۱۳۸۹)
- جدایی نادر از سیمین (۱۳۸۹)
- کودک و فرشته (۱۳۸۷)
- زن دوم (۱۳۸۶)
- بی‌وفا (۱۳۸۵)
- میم مثل مادر (۱۳۸۵)
- نصف مال من، نصف مال تو (۱۳۸۵)
- نوک برج (۱۳۸۴)
- تنهام نگذار (۱۳۸۳)
- شهر زیبا (۱۳۸۲)

## تصویربردار پشت صحنه
- نوک برج (۱۳۸۴)